# Nactus fredkrausi
Nactus fredkrausi — вид геконоподібних ящірок родини геконових (Gekkonidae). Ендемік Папуа Нової Гвінеї. Описаний у 2020 році.

## Поширення і екологія
Nactus fredkrausi є ендеміками острова Місіма в архіпелазі Луїзіада. Вони живуть у вологих гірських тропічних лісах.